# 張伯倫莫頓假說
張伯倫莫頓假說是地質學家TC张柏伦和天文學家弗雷斯·雷·莫頓在1905年提出，用來描述太陽系形成的假說。它被提出來做為替換在19世紀以來已經佔了上風的拉普拉斯星雲假說。
理論基於恆星在以足夠接近的距離經過太陽的附近，可以讓早期的太陽從表面產生潮汐隆起，這種延續導致內部過程形成日珥，使得物質從太陽彈射出去。由於經過的恆星的引力效應，將會有兩條螺旋臂從太陽向外擴展，大部分的物質會落回太陽，但有一部分將留在軌道上。這些在軌道上環繞的物質會冷卻，凝結成許多小團塊，較小的被稱為微行星（星子），幾顆較大的稱為原行星。他們的理論提出，因為這些物體隨著時間的推移而相互的碰撞，行星和他們的衛星逐漸建立起來，剩下的碎片就形成彗星和小行星。在利克天文台拍攝到的"螺旋星雲"被認為可能是其它的太陽正在經過這樣的歷程。現在已經知道這些星雲是星系，而不是在發展中的太陽系。
在1917年，詹姆士·金斯爭論只有第二顆恆星非常接近太陽才是必要的，而不必要求太陽有日珥彈出。在1939年，萊曼·史匹哲表明從太陽抽出的一系列物質會消散而不是凝結。此刻，這個理論已經不受歡迎而失寵，亨利·諾利斯·羅素在1940年代的工作顯示，計算出如果將物質從太陽拉扯出來，所需要的力量將形成有如木星一樣大的角動量，因而這些物質將繼續向外，完全逃離出太陽系。
雖然，張伯倫莫頓假說已經被摒棄，但微行星的想法依然留存在現在的理論中。